# UTC-9

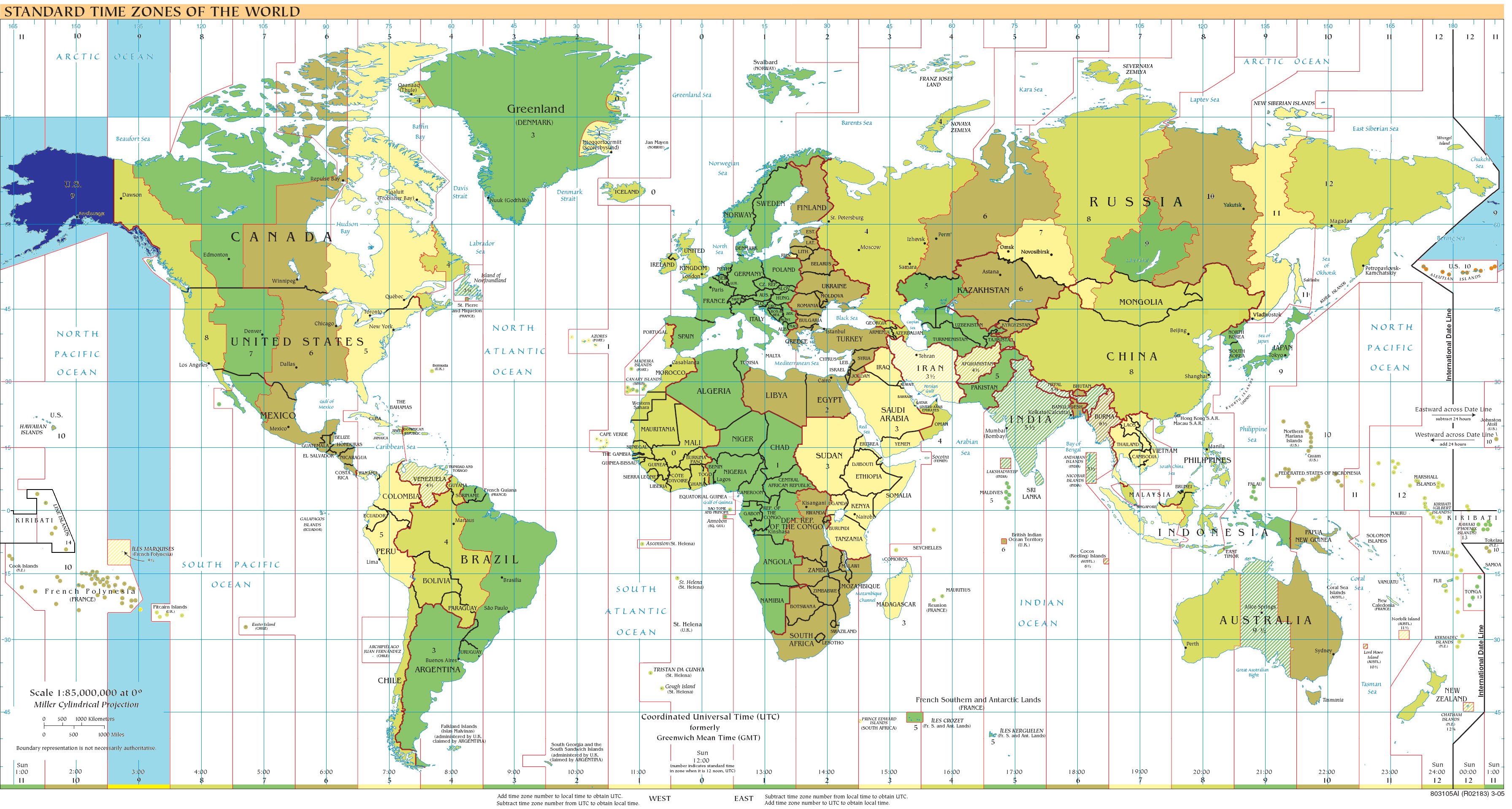
UTC-9: 藍-12月前後に適用、橙-6月前後に適用、濃黄-通年適用、水色-海域

UTC-9とは、協定世界時を9時間遅らせた標準時である。

## 該当地域

### 標準時（通年）
- フランス領ポリネシア
  - ガンビエ諸島

### 標準時（北半球冬）
- アメリカ合衆国
  - アラスカ標準時 - AKST

### 夏時間（北半球）
- アメリカ合衆国
  - ハワイ・アリューシャン夏時間 - HADT
    - アリューシャン列島（西経169度30分線以西）